# 波洛克 (南达科他州)
波洛克（英語：Pollock），是美国南达科他州下属的一座城市。根据2010年美国人口普查，该市有人口234人。论人口在本州排行第168。